# Рябок
Рябок (Pterocles) — рід птахів родини рябкових (Pteroclidae), поширений головним чином в посушливих районах Південної Європи, Азії і Північної Африки. Включає 14 видів.
Загалом це невеликі птахи, з головами і шиями, що нагадують голубині, але з компактнішими тілами. Крила довгі та загострені, хвости часто також. Ноги оперені до пальців, але пальці незрощені та не оперені. Політ швидкий та прямий. Часто на заході або на світанку збирається у великі зграї біля води. Відкладає 2-3 темно-жовтих або зеленуватих яйця прямо на землю. Всі види осілі.

## Види
- Рябок білочеревий (Pterocles alchata)
- Рябок ботсванський (Pterocles bicinctus )
- Рябок калахарський (Pterocles burchelli)
- Рябок рудоголовий (Pterocles coronatus)
- Рябок кенійський (Pterocles decoratus )
- Рябок пустельний (Pterocles exustus)
- Рябок жовтогорлий (Pterocles gutturalis)
- Рябок індійський (Pterocles indicus )
- Рябок абісинський (Pterocles lichtensteinii )
- Рябок намібійський (Pterocles namaqua)
- Рябок чорночеревий (Pterocles orientalis)
- Рябок мадагаскарський (Pterocles personatus)
- Рябок суданський (Pterocles quadricinctus)
- Рябок сенегальський (Pterocles senegallus)